# Mesopontia spinicaudata
Mesopontia spinicaudata is een eenoogkreeftjessoort uit de familie van de Arenopontiidae. De wetenschappelijke naam van de soort is voor het eerst geldig gepubliceerd in 1945 door Nicholls.